# Прогресс М1-1
«Прогресс М1-1» — транспортный грузовой космический корабль (ТГК) серии «Прогресс», запущен к орбитальной станции «Мир». Серийный номер 250.

## Цель полёта
Доставка на орбитальную станцию (ОС) более 2500 килограммов различных грузов, в числе которых топливо, запас кислородной смеси, научное оборудование, средства индивидуальной защиты, а также продукты и посылки для членов экипажа ОС Мир.

## Хроника полёта
- 01.02.2000, в 09:47:23 (MSK), (06:47:23 UTC) — запуск с космодрома Байконур;
- 03.02.2000, в 01:28:47 (MSK), (21:28:47 UTC) — осуществлена стыковка с ОС Мир к стыковочному узлу на агрегатном отсеке служебного модуля «Квант». Процесс сближения и стыковки проводился в автоматическом режиме;
- 26.04.2000, в 19:32:33 (MSK), (16:32:33 UTC) — ТГК отстыковался от ОС и отправился в автономный полёт.

## Перечень грузов
Суммарная масса всех доставляемых грузов: 2576,4 кг